# Mamouna
Mamouna je deváté sólové studiové album anglického zpěváka Bryana Ferryho. Vydalo jej v září roku 1994 hudební vydavatelství Virgin Records umístilo se na jedenácté příčce hitparády UK Albums Chart. Na albu se podílelo velké množství hudebníků, mezi kterými byli i členové skupiny Roxy Music, ve které Ferry v minulosti působil: Brian Eno, Phil Manzanera a Andy Mackay.

## Seznam skladeb
| Pořadí | Název                                                                         | Autor                  | Délka |
| ------ | ----------------------------------------------------------------------------- | ---------------------- | ----- |
| 1.     | Don't Want to Know                                                            | Bryan Ferry            | 4:07  |
| 2.     | N.Y.C.                                                                        | Ferry                  | 4:10  |
| 3.     | Your Painted Smile                                                            | Ferry                  | 3:14  |
| 4.     | Mamouna                                                                       | Ferry                  | 5:11  |
| 5.     | The Only Face                                                                 | Ferry                  | 4:40  |
| 6.     | The 39 Steps                                                                  | Ferry                  | 5:01  |
| 7.     | Which Way to Turn                                                             | Ferry                  | 5:44  |
| 8.     | Wildcat Days                                                                  | Ferry, Brian Eno       | 4:34  |
| 9.     | Gemini Moon                                                                   | Ferry                  | 3:47  |
| 10.    | Chain Reaction                                                                | Ferry                  | 5:08  |
| 11.    | In Every Dream Home a Heartache (koncertní nahrávka; bonus na japonské verzi) | Ferry                  | 7:34  |
| 12.    | Bête Noire (koncertní nahrávka; bonus na japonské verzi)                      | Ferry, Patrick Leonard | 4:05  |

## Obsazení
- Bryan Ferry – zpěv, syntezátor, klavír
- Phil Manzanera – kytara
- Robin Trower – kytara
- Maceo Parker – altsaxofon
- Nile Rodgers – kytara
- Paul Johnson – doprovodné vokály
- Carleen Anderson
- Nathan East – baskytara
- Brian Eno – efekty
- Yanick Etienne – doprovodné vokály
- Steve Ferrone – bicí
- Guy Fletcher – syntezátor
- Neil Hubbard – kytara
- Luis Jardim – perkuse
- Neil Jason – zvířecí zvuky
- Chester Kamen – kytara
- Andy Mackay – altsaxofon
- Richard Norris – programování, smyčky
- Mike Paice – altsaxofon
- Pino Palladino – baskytara
- Guy Pratt – kytara
- Steve Scales – perkuse
- Jeff Thall – kytara
- Fonzi Thornton – doprovodné vokály
- David Williams – kytara, doprovodné vokály
- Jhelisa – doprovodné vokály
- Luke Cresswell – perkuse